# Brachinus mobilis
Brachinus mobilis är en skalbaggsart som beskrevs av Terry Erwin. Brachinus mobilis ingår i släktet Brachinus, och familjen jordlöpare. Inga underarter finns listade i Catalogue of Life.